# Platygyra contorta
Platygyra contorta is een rifkoralensoort uit de familie van de Merulinidae. De wetenschappelijke naam van de soort is voor het eerst geldig gepubliceerd in 1990 door Veron.